# Gustavo Rojo
Gustavo Rojo (ur. 5 września 1923 w Montevideo, zm. 22 kwietnia 2017 w Meksyku) – urugwajski aktor filmowy i producent. Wystąpił w ponad 100 filmach.

## Filmografia

### Telenowele
- 1997: Esmeralda jako Dr Bernardo Pérez-Montalvo
- 2000: Tajemnice pocałunku jako Lic. Carlos Guillén
- 2001: Virginia - Víctor Rivadeneyra
- 2007: Miłość jak tequila jako Nestor Videgaray
- 2007: Do diabła z przystojniakami jako Lic. Ernesto Robledo
- 2010: Triumf miłości jako ojciec Jeronimo
- 2016: Droga do szczęścia jako Fernando Altamirano Villaseñor

### Filmy
- 1956: Aleksander Wielki jako Klejtus
- 1964: Winnetou i Old Shatterhand jako kapral Bush
- 1968: Miliony Madigana jako porucznik Arco